# Les Ignobles du Bordelais
Les ignobles du bordelais est un groupe de rock français, fondé en 1986.

## Carrière
Ils commencent leur carrière en 1987. En 1989 ils passent au printemps de Bourges pour représenter la région Aquitaine. Ils y croiseront le groupe Elmer Food Beat dont ils feront la première partie à Bordeaux.
Ils se sont fait remarquer pendant la campagne de l'élection présidentielle 2007 avec leur clip « Nicolas et Cécilia ».
La formation est à ce jour le plus ancien groupe bordelais encore en exercice.

## Membres
Actuellement les "Ignobles" sont composés de :
- Al1 : à la batterie
- Philippe Guillem à la basse
- Christian Bal à la guitare
- Laurent Devillers au saxophone
- Pierre Bourdeau au violon
- Jean Hugues Brege à la guitare très fort !!
- Rémi Lajus à tout le reste !

## Discographie
- Mes Héros  (45tr 2 titres) (1987)
- Sans Phosphates depuis Toujours (CD 11 titres) 1990
- Concentré d'Aimables Pitreries Contemporaines (CD 4 titres) 1994
- Parce qu'on le vaut bien ! (CD 6 titres) 2004